# 米莎·凱魯
米莎·凱魯（Myisha Mohd Khairul，2002年7月27日—），馬來西亞女子羽毛球運動員。

## 簡歷
米莎·凱魯出生於柔佛新山，是家中三個孩子裡排行第二，他在九歲時跟隨他的哥哥一起參與羽毛球訓練從此米莎對羽毛球產生了興趣，在他的父母的支持下他參加了幾場青年錦標賽，他的表現引起了柔佛羽毛球協會的注意。隨後在他13歲時，米莎通過培訓計劃被選中進入到武吉加里爾體育學校。米莎也表示他的目標是世界排名達到前十。
2022年4月，米莎出戰荷蘭國際賽的女子單打項目，他從資格賽一路殺進決賽並以2比1擊敗隊友希蒂·諾蘇海妮奪下他的首座國際賽冠軍。本座冠軍也讓他獲得了柔佛政府頒發的一萬馬幣獎金。
2022年12月19日，大馬羽總宣布米莎·凱魯自國家隊除名。

## 主要比賽成績
只列出曾進入準決賽的國際賽事成績：
| 年份   | 賽事                 | 公開賽級別 | 項目     | 成績 |
| ------ | -------------------- | ---------- | -------- | ---- |
| 2022年 | 亞洲羽毛球團體錦標賽 | 其他       | 女子團體 | 季軍 |
| 2022年 | 荷蘭羽毛球國際賽     | 國際系列賽 | 女子單打 | 冠軍 |

| 2007-2017年 | 首要超級賽 | 超級賽 | 黃金大獎賽 | 大獎賽 | 國際挑戰賽 | 國際系列賽 | 未來系列賽 | 其他 |

| 2018-2026年 | 總決賽 | 超級1000賽 | 超級750賽 | 超級500賽 | 超級300賽 | 超級100賽 | 國際挑戰賽 | 國際系列賽 | 未來系列賽 | 其他 |